# Cirsium gadukense
Cirsium gadukense là một loài thực vật có hoa trong họ Cúc. Loài này được Petr. mô tả khoa học đầu tiên năm 1973.